# Ghassan Achi
Ghassan Achi, Ghassan Aszszi (arab.: غسان عشي, Ḡassān ʻAššī; ur. 28 lipca 1993 w Paryżu) – libański narciarz alpejski, uczestnik Zimowych Igrzysk Olimpijskich 2010 w Vancouver.
Achi na Zimowych Igrzyskach Olimpijskich 2010 wystartował w dwóch konkurencjach, jednak żadnej nie ukończył.
Achi nigdy nie startował na mistrzostwach świata.
Achi nie zadebiutował jeszcze w Pucharze Świata.

## Osiągnięcia

### Zimowe igrzyska olimpijskie
| Igrzyska       | Konkurencja   | Czas | Wynik | Zwycięzca        |
| -------------- | ------------- | ---- | ----- | ---------------- |
| Vancouver 2010 | slalom gigant | –    | DNF   | Carlo Janka      |
| Vancouver 2010 | slalom        | –    | DSQ   | Giuliano Razzoli |